# أحمد جوهر (ممثل)
أحمد جوهر (14 مايو 1958 - 25 مايو 2023)، ممثل وكاتب ومخرج كويتي، اشتهر بالأعمال التراثية التي تمثل الكويت قديمًا، وهو صاحب مؤسسة الأبرق للإنتاج الفني. بدأ مشواره الفني عام 1982 في أدوار بسيطة ولكنه اشتهر في فترة التسعينات، عشقه للأعمال التراثية جعله يجازف و يخوض مجال الإنتاج رغم أنه لا زال في بداية مشواره وأول عمل أنتجه عام 1993 هو مسلسل طش ورش دخل مجال الكتابة و التأليف عام 1998 في مسلسل طير الخير وفي مجال الإخراج في مسلسلي العضب وجني وعطبة.

## حياته
تخرج من «المعهد العالي للفنون المسرحية» بعام 1984. بدأ حياته الفنية ممثلًا، ثم انتقل إلى الإنتاج بالإضافة للتمثيل، وفي السنوات الأخيرة أصبح يقوم بكتابة أعماله الفنية، كما أصبح مختصًا بتقديم الأعمال التراثية. وهو ابن عم الفنان شهاب جوهر وله صلة قرابة بالفنان عبد الحسين عبد الرضا.

## وفاته
نقل إلى المستشفى في عام 2020 بعد إصابته بسكتة دماغية ووذمة رئوية. توفي في لندن بالمملكة المتحدة يوم 25 مايو 2023 عن عمر ناهز الخامسة والستين.

## أعماله

### في التلفزيون
- 2018: سموم: المعزب 2
- 2014: المعزب
- 2012: عجب
- 2010: المنقسي
- 2009: الظل الأبيض
- 2008: لاهوب
- 2005: جني وعطبة
- 2004: الأخطبوط
- 2002: العضب
- 2000: السرايات
- 1998: زمان الاسكافي
- 1997: طير الخير
- 1996: دلق سهيل (جزئين)، الجزء الثاني عام 1997
- 1995: لن أمشي طريق الأمس
- 1994: عبد الله البري وعبد الله البحري
- 1993: طش ورش
- 1993: جواهر
- 1992: الخروج من الهاوية
- 1990: للحياة بقية
- 1988: مسافر بلا هوية
- 1985: الجوهرة والصياد
- 1983: علي بابا
- 1982: بدر الزمان
- 1982: افتح يا سمسم - الجزء الثاني

وكان آخر أعماله مسلسل دينار نصيب مختار والذي قام بتصويره بعام 2019، إلا أن المسلسل لم يعرض بعد.

### في المسرح
- 2005: مافي هالبلد إلا هالولد
- 2004: نهاية مخروش
- 2002: السندباد البحري
- 2000: بنت العز
- 1999: باتمان الرجل الوطواط
- 1998: الحكومة أبخص
- 1996: استجواب
- 1994: كامل الدسم
- 1993: طاح مخروش
- 1992: كشمش
- 1992: سيف العرب
- 1991: مخروش طاح بكروش
- 1990: بلنتي، أول عرض في أبريل 1990، وصورت المسرحية للتلفزيون، لكنها سرقت أثناء الغزو العراقي للكويت
- 1989: الأميرة والأقزام
- 1988: باباي وبوتمبة
- 1987: عنتر بني شداد
- 1987: الدكتور صنهات
- 1987: لولو الصغيرة
- 1986: حسام الدين في غابة الثعابين
- 1986: رجل مع وقف التنفيذ
- 1985: محاكمة علي بابا

### الأعمال التي كتبها
- مسلسل طير الخير.
- مسرحية استجواب.
- مسرحية الحكومة أبخص.
- مسرحية باتمان الرجل الوطواط.
- مسلسل السرايات.
- مسلسل العضب.
- مسرحية نهاية مخروش.
- مسلسل جني وعطبة.
- مسلسل لاهوب.
- مسلسل الظل الأبيض.
- مسلسل المنقسي.
- مسلسل المعزب.

### الأعمال التي إخرجها
- مسلسل جني و عطبة.
- مسلسل العضب.

## روابط خارجية
- أحمد جوهر على موقع قاعدة بيانات الأفلام العربية